# Peter Hansen (Maler)

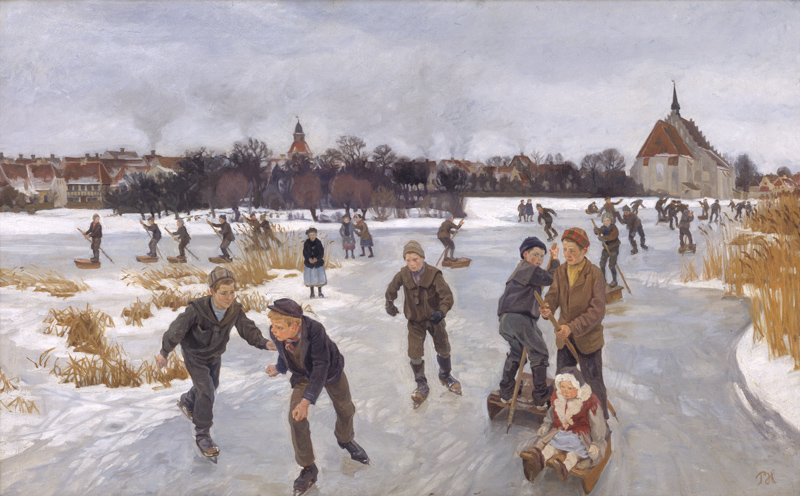
Peter Hansen: Auf dem Eis hinter der Stadt Fåborg, 1901

Peter Marius Hansen (* 13. Mai 1868 in Faaborg; † 6. Oktober 1928 ebenda) war ein dänischer Maler. Er gehörte der Künstlerkolonie der Fyborner an, einem Zusammenschluss von auf der Insel Fünen lebenden und arbeitenden Malern.

## Leben
Hansen wuchs in kreativem Umfeld auf. Das Haus seines Vaters, des Dekorationsmalers Peter Syrak Hansen, war beliebter Treffpunkt der Maler der Umgebung. Peter Hansen hatte drei Geschwister. Seine Schwester Anna heiratete 1894 den Maler Fritz Syberg und machte sich als Anna Syberg selbst als Malerin einen Namen. Nach ihrem Tod heiratete Syberg ihre Schwester Marie. Der Maler Ernst Syberg war sein Neffe.
Hansen besuchte Dänemarks Technische Universität in Kopenhagen, bevor er 1885 auf die freie Kunstschule Kunstnernes Frie Studieskoler wechselte, die einige Jahre zuvor als Gegenentwurf zur traditionellen Kunstakademie aufgebaut worden war. Sein Lehrer war der Bornholmer Maler Kristian Zahrtmann. Nach ihm wurde die Ausbildungsstätte später als Zahrtmanns Schule bekannt. Zu Hansens Mitschülern gehörten Johannes Larsen,  Poul S. Christiansen und Fritz Syberberg. Während seiner Ausbildungszeit arbeitete Peter Hansen  nebenher  als Parlamentsstenograph und als Theatermaler bei Thorolf Pedersen am Königlichen Theater in Kopenhagen.
Von Zahrtmann inspiriert, kümmerten sich die Schüler bei ihren Arbeiten wenig um Traditionen akademischer dänischer Malerei. Sie gingen in die freie Natur und malten mit kräftigen Farben Landschaften, Menschen und bäuerliche Anwesen im Stil von Realismus und Naturalismus. Sie gründeten die Künstlerkolonie Fünen-Maler, deren Kern Hansen, Syberg und Larsen bildete. Später näherte sich der Stil der Gruppe unter dem Einfluss von  Theodor Philipsen dem französischen Impressionismus an. Die Fyborner wurden zeitweise von Kunstsammler Wilhelm Hansen finanziell unterstützt, einem Freund Peter Hansens aus Kindertagen.

## Schaffen
Auf Studienreisen nach Italien und Schweden, teils mit Zahrtmann und anderen Schülern gemeinsam, suchte Hansen neue Eindrücke. Die meisten Gemälde Hansens lassen sich als Genrebilder mit Personenstaffagen einordnen.

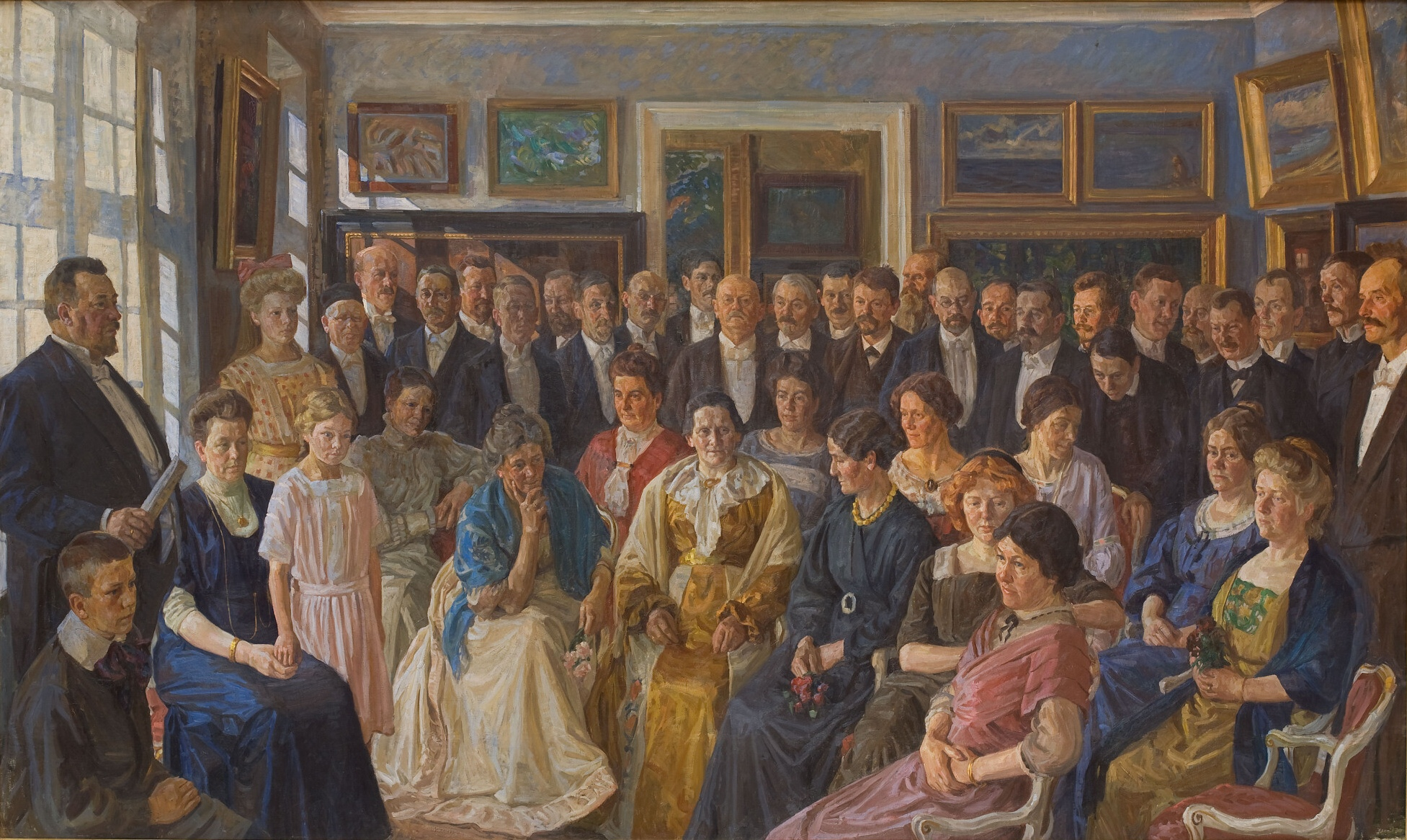
Peter Hansen: Einweihung Faaborg Museum, 1910

Nachdem Hansen mit seiner Familie 1905 nach Kopenhagen gezogen war, erweiterte er seine Motive. Er skizzierte und malte gern das lebendige Viertel um den Enghave Plads mit Spaziergängern, gelben Straßenbahnen, spielenden Kindern und Sonntagsfahrern.
Einige Kritiker stuften Arbeiten der Gruppe zunächst abschätzig als Bondenmalerei ein, Bauernmalerei. Sie bemängelten Motivauswahl, Technik und kräftige Farben. Die Kritik verstummte etwas, als eigens für die Werke Fünener Maler, Architekten, Bildhauer und Möbeldesigner im Jahr 1910 das Faaborg-Museum gebaut wurde.
Hansens Werke werden unter anderem im Nationalmuseum Stockholm, im Kunstmuseum in Göteborg, dem Faaborg-Museum in Mitteljütland und dem kleinen Johannes-Larsen-Museum in Kerteminde verwahrt.

Galerie
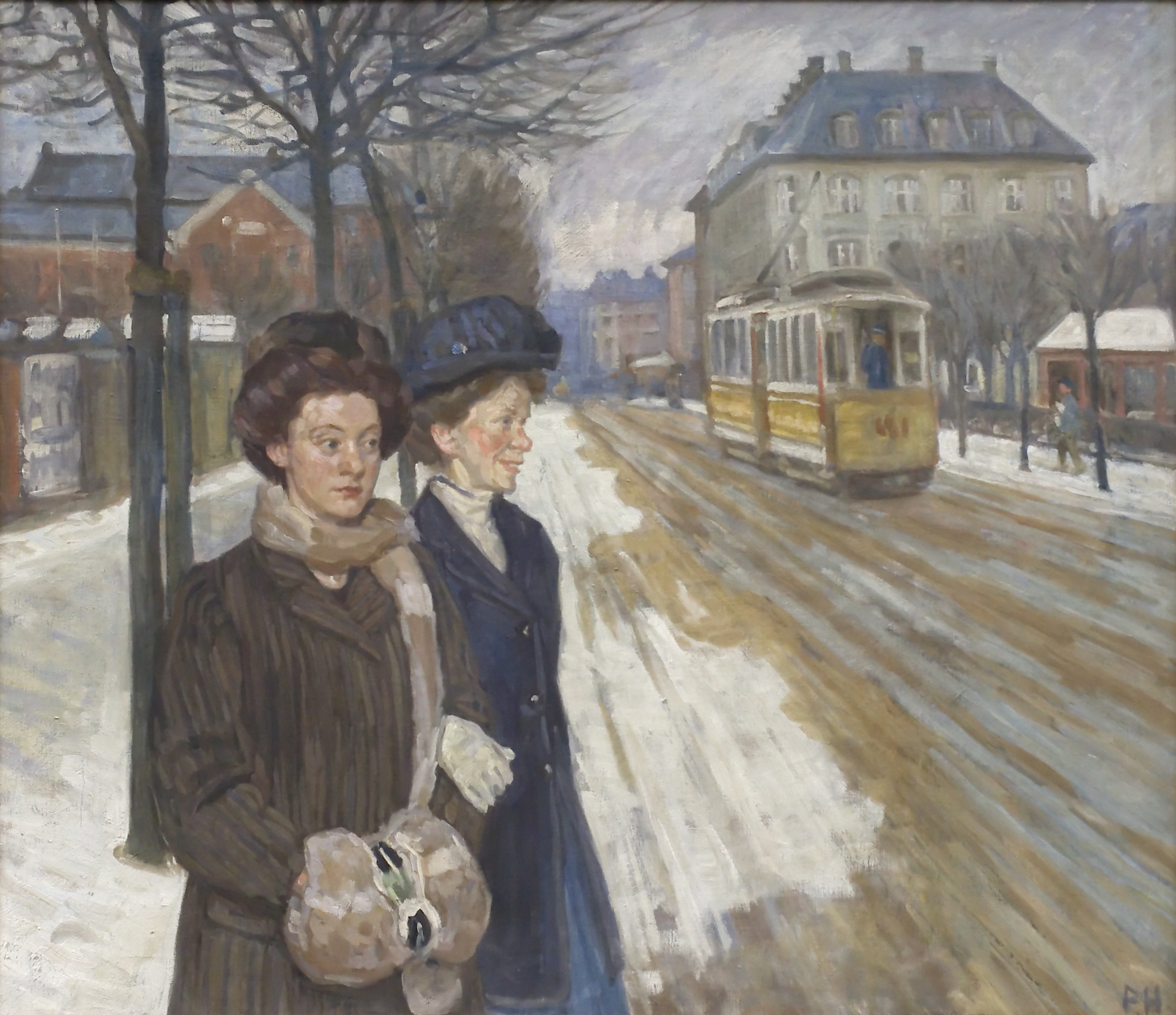
Freundinnen
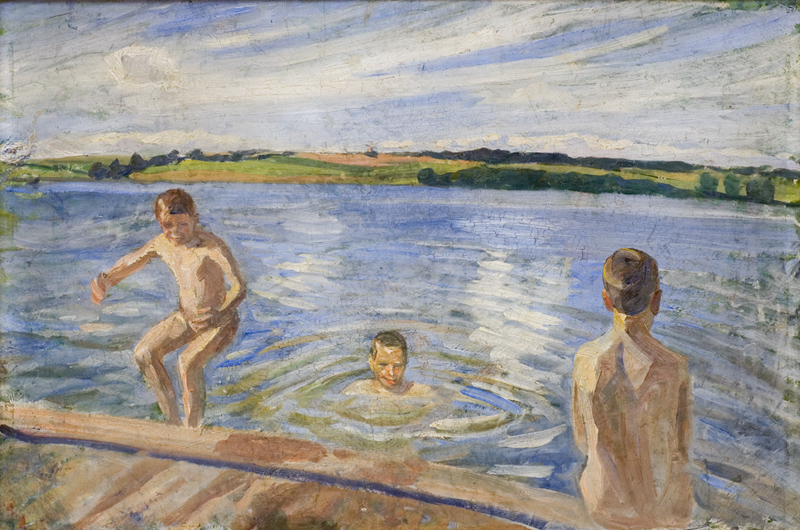
Badende (1902)
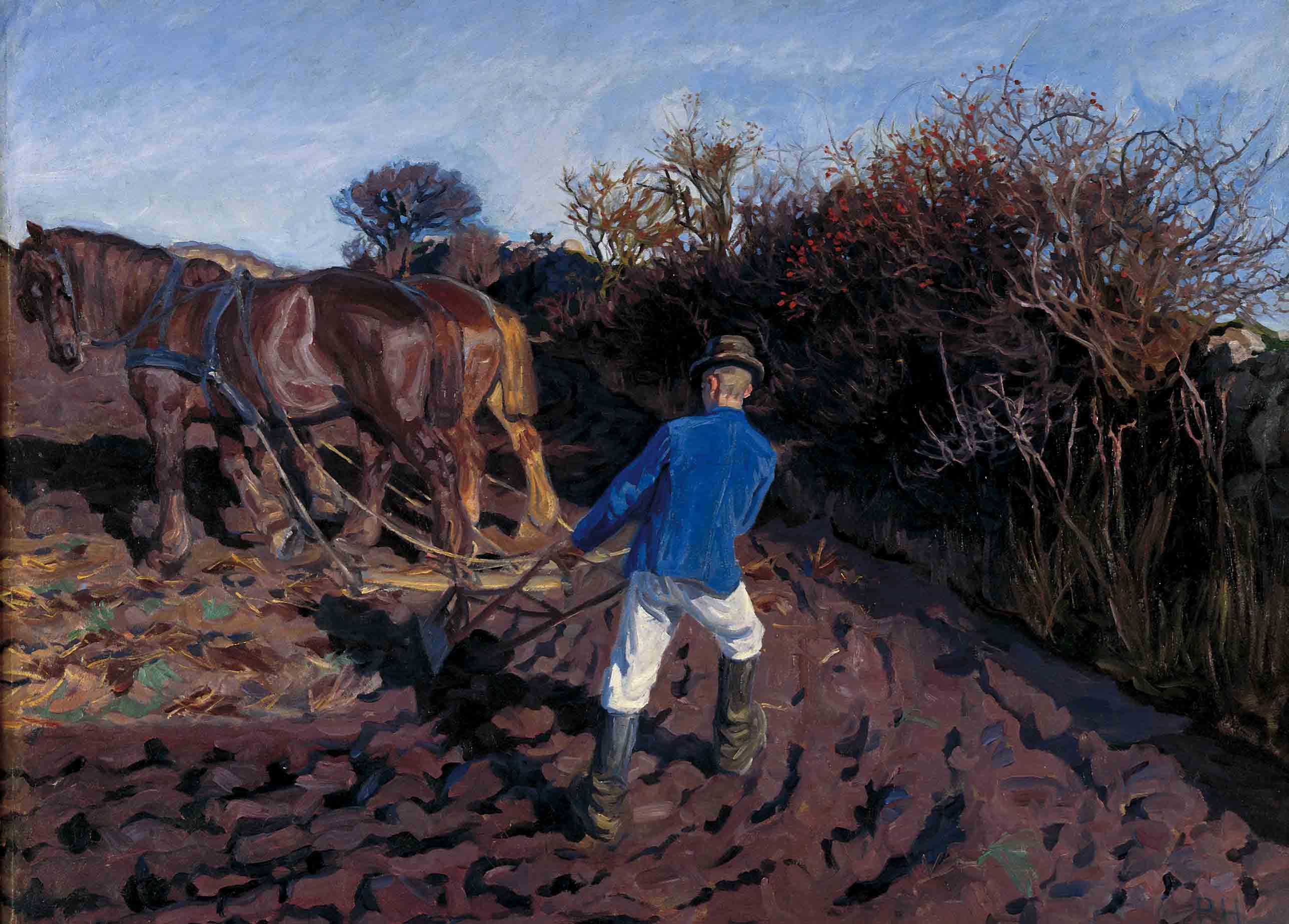
Pflug-Wende (1902)
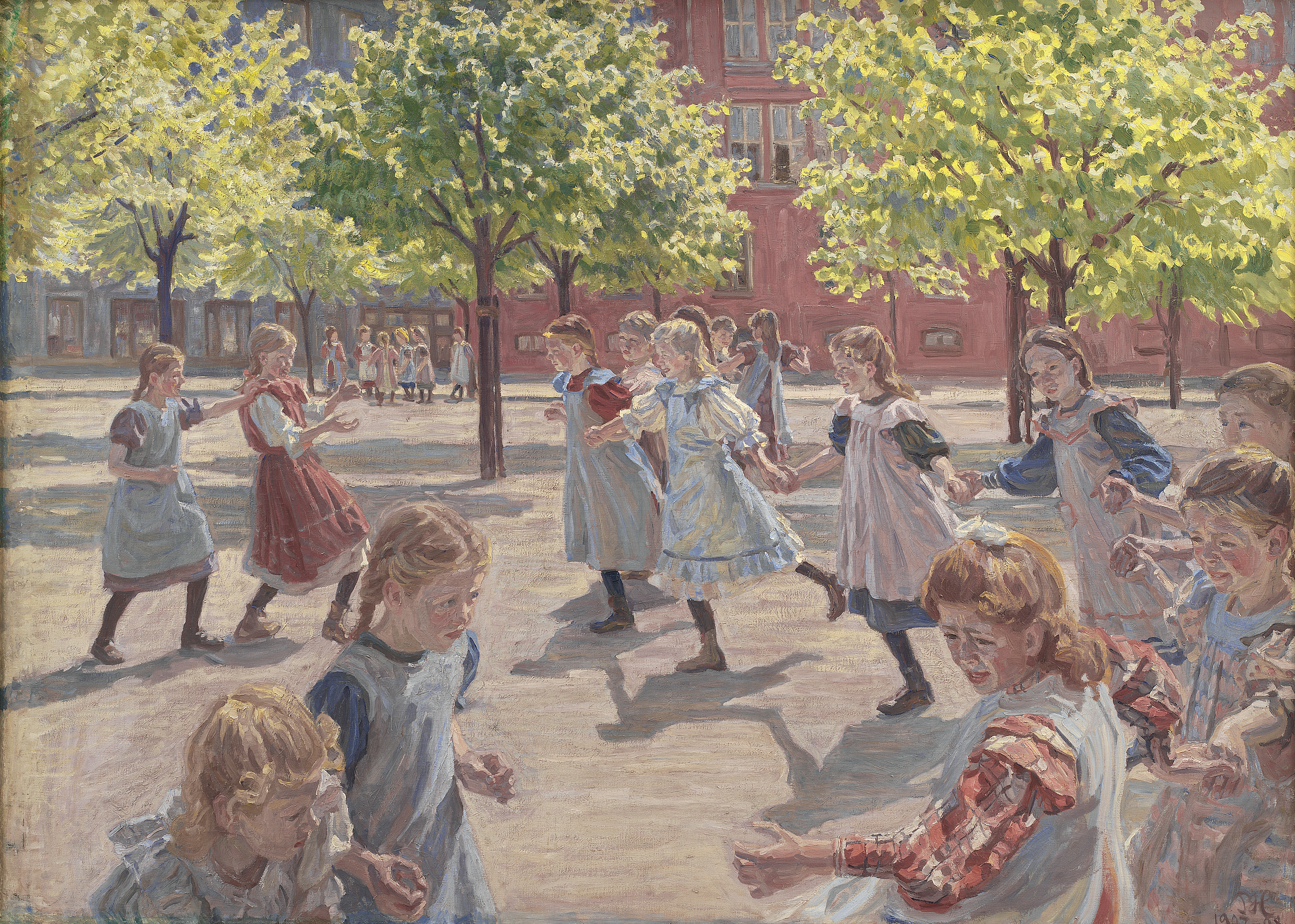
Auf dem Enghave Plads